# Aître Saint-Maclou

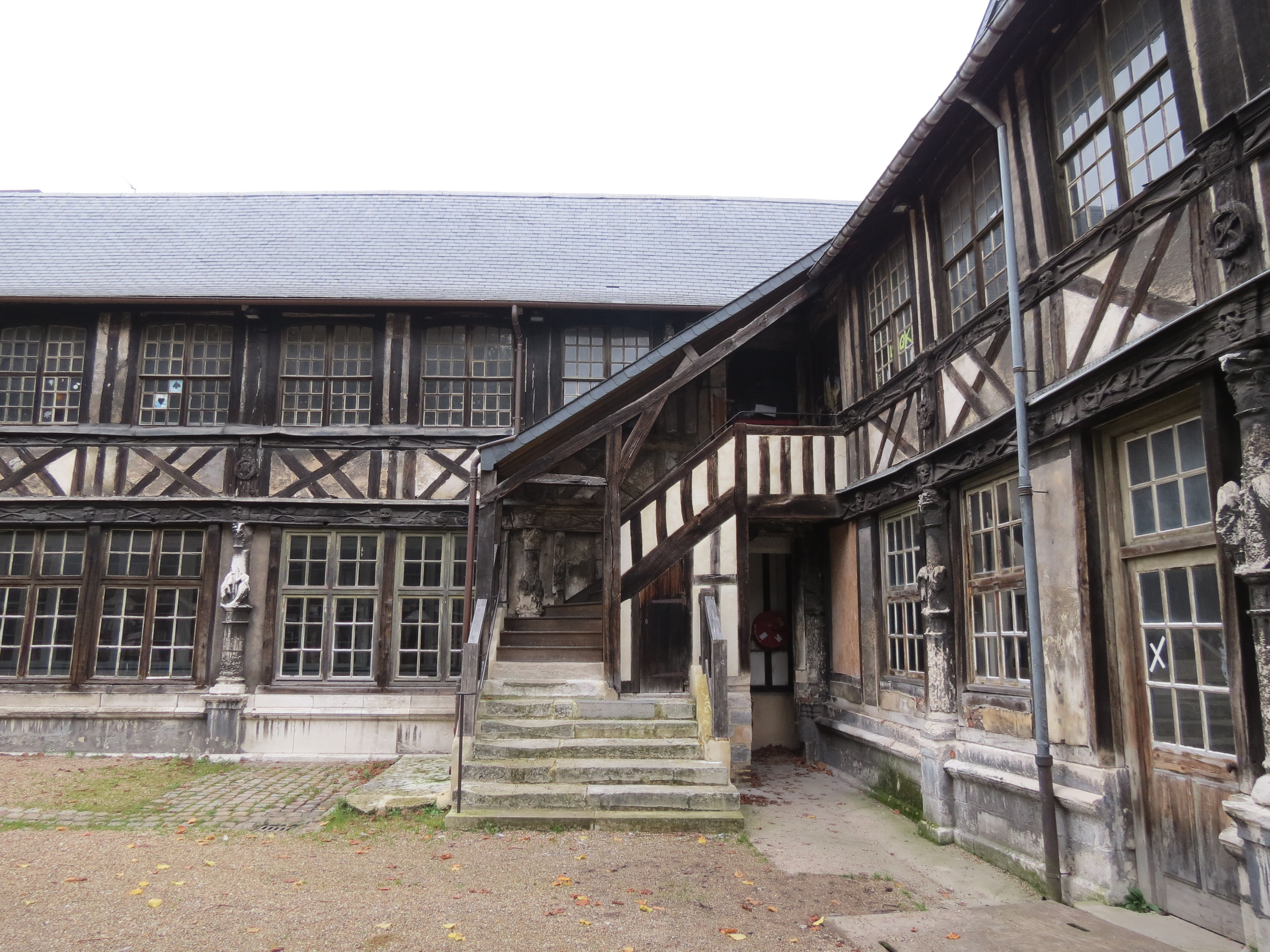
Aître Saint-Maclou

Der Aître Saint-Maclou ist ein ehemaliger Massengrabfriedhof aus dem 16. Jahrhundert in der 186 rue Martainville in Rouen in Frankreich. Es ist eines der wenigen Beispiele für ein Ossuarium dieser Art, das noch in Europa vorhanden ist. Der Aître Saint-Maclou ist in der Liste von 1862 als Monument historique eingestuft.

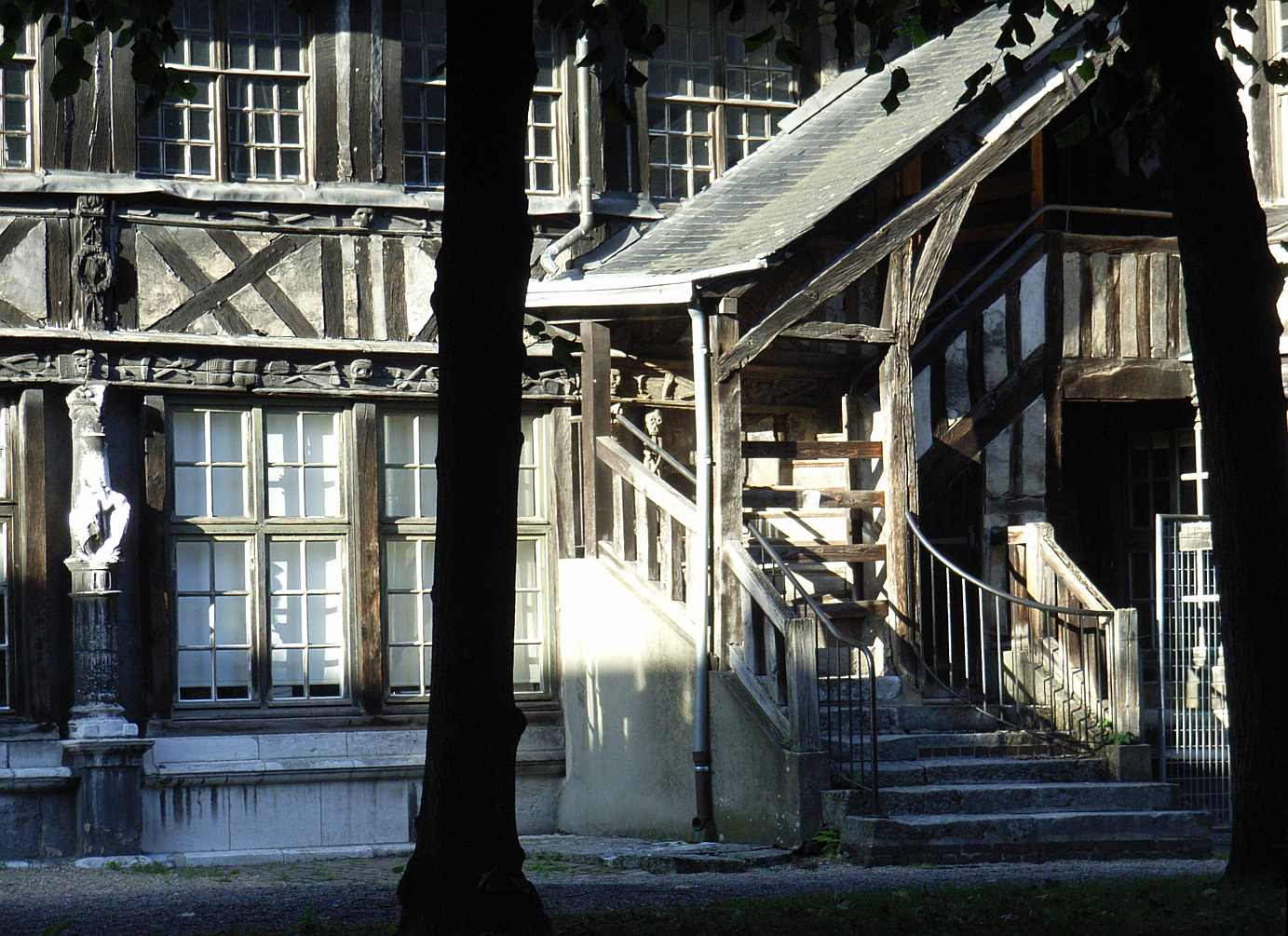
Detail aus einem der Kreuzgangflügel

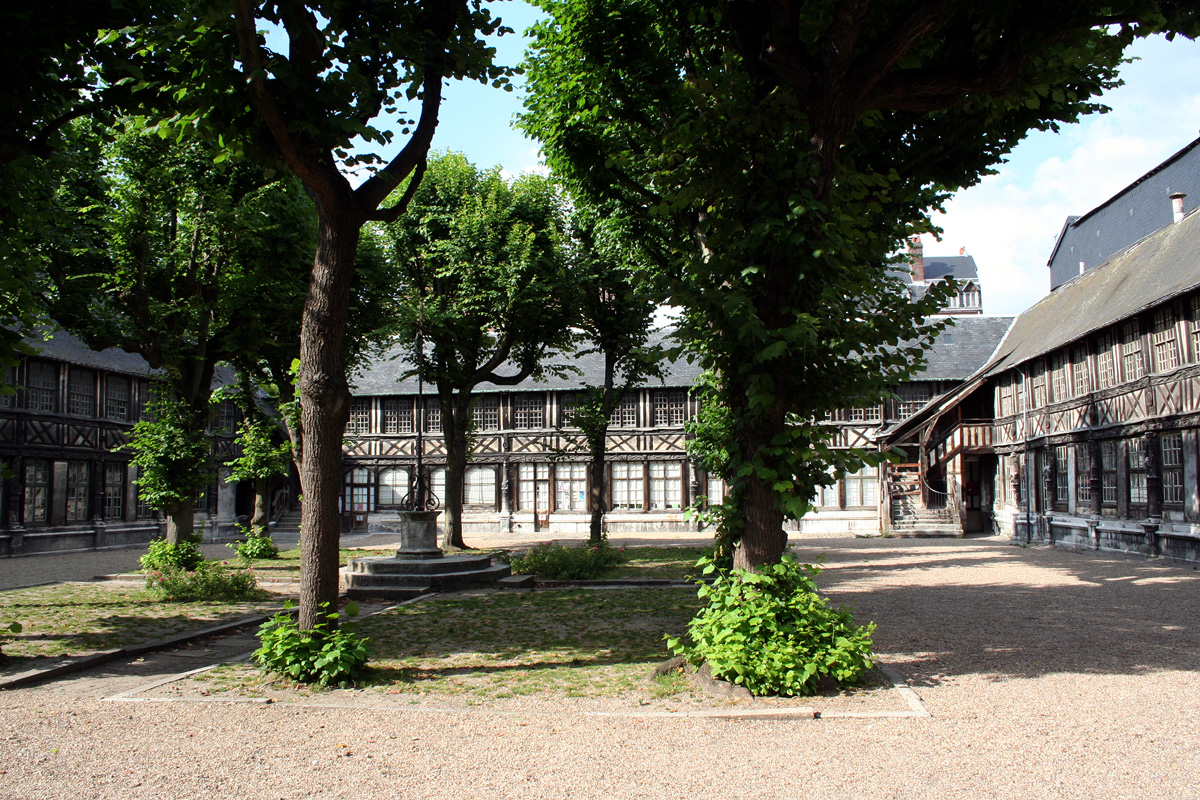
Zentraler Platz

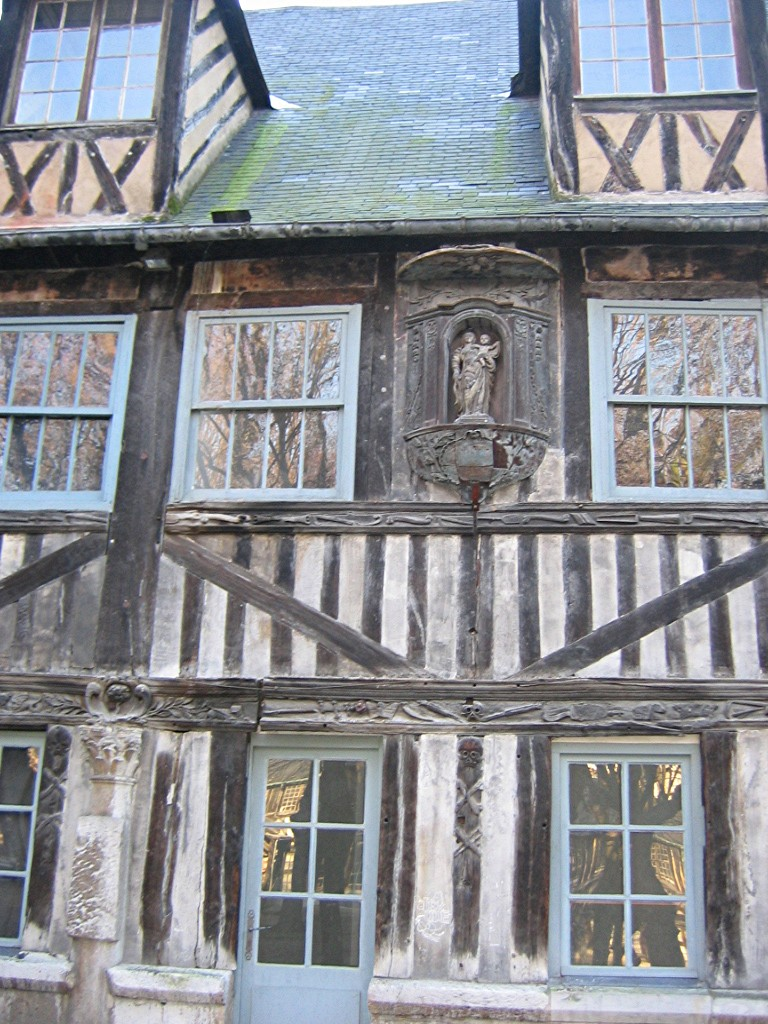
Detail der Fassade eines Ganges

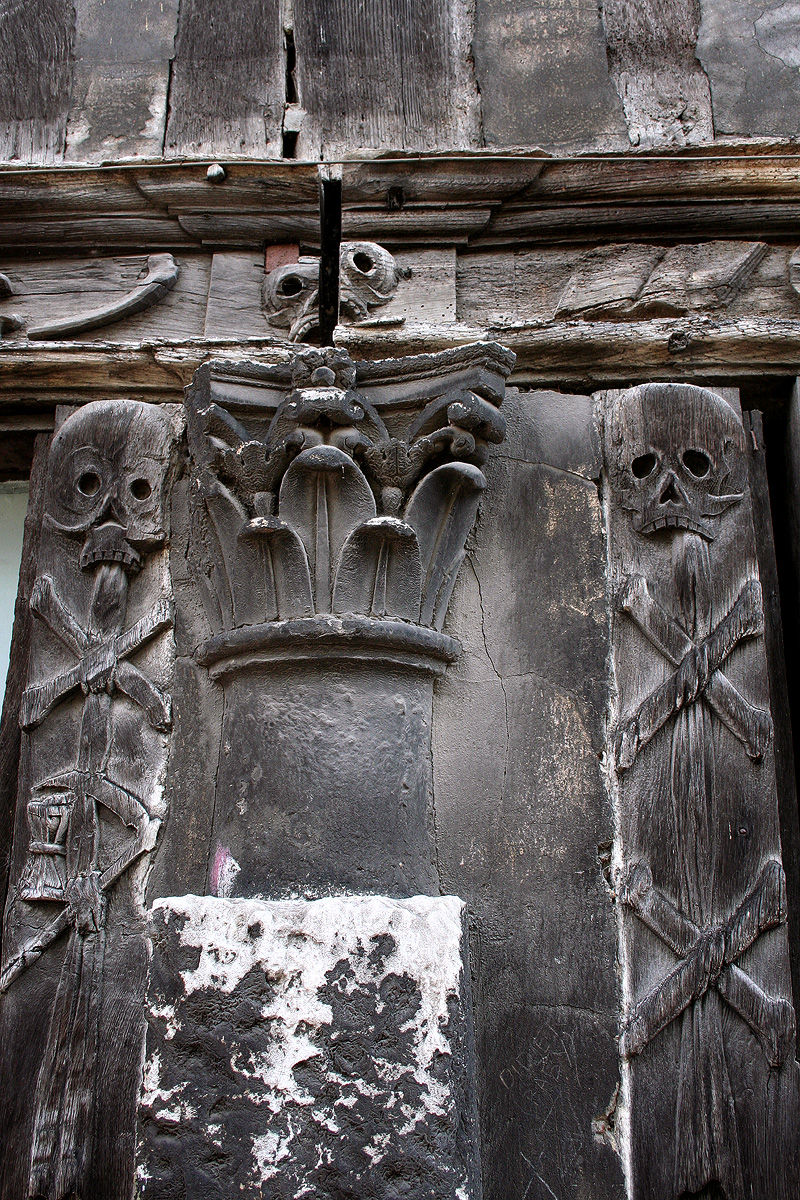
Detail der Bildhauerarbeiten

## Geschichte
Der Aître Saint-Maclou hat seinen Namen vom altfranzösischen aitre, das die Bedeutung von „Friedhof“ hat, abgeleitet vom lateinischen atrium, das den Innenhof vor dem Eingang einer römischen Villa bezeichnet, also im weiteren Sinne den Friedhof vor dem Eingang der Kirche, in diesem Fall von der Kirche Saint-Maclou aus dem 15. Jahrhundert.
Der Friedhof Saint-Maclou stammt aus der Zeit des Schwarzen Todes von 1348. Die erste Erwähnung findet sich im Jahr 1362. Nach einer neuen Pestepidemie im 16. Jahrhundert wurde es notwendig, die Kapazität des Friedhofs zu erweitern. Die Gemeinde beschloss daraufhin, einen Kreuzgang zu bauen, der mit Dachböden versehen werden sollte, um die Gebeine aufzunehmen. Der Bau des Beinhauses begann 1526 mit dem Westflügel unter der Leitung von Guillaume Rybert. Der Nord- und der Ostflügel wurden in den folgenden Jahren gebaut und 1529 und 1533 fertiggestellt.
Der südliche Flügel wurde demgegenüber erst 1651 fertiggestellt, nach einem Vermächtnis von Pater Robert Duchesne, das dazu bestimmt war, eine Schule für die armen Knaben der Gemeinde zu beherbergen. Die Saint-Michel-Kapelle wurde 1658 von Pierre Daust erbaut. Die ersten Schulen gehen auf das Jahr 1661 für Jungen und 1678 für Mädchen zurück.
Die Bildhauerarbeiten der Säulen wurden 1562 während der Hugenottenkriege beschädigt.
Im Jahr 1705 wurde die Schule der Nächstenliebe, die 1659 an diesen Orten gegründet worden war, den Brüdern der christlichen Schulen anvertraut, einem Institut, das in Rouen vom Heiligen Johannes Baptist de La Salle gegründet worden war. Die Schule wurde zwischen der Kapelle der Verstorbenen und der Kapelle des Heiligen Michael errichtet.
Im Jahr 1705 wurden die auf den Dachböden der Gänge gelagerten Gebeine entfernt. Von 1745 bis 1749 wurden die Gänge erhöht und die Dachböden zu vollen Etagen ausgebaut. 700 bis 800 Kinder besuchten im 18. Jahrhundert die Schule auf dem Gelände. Das Erdgeschoss des Westflügels blieb offen und behielt seine Bestimmung als Verbindung zwischen der Rue Martainville und der Rue Géricault. Der Südflügel wurde gebaut, um die Geistlichen unterzubringen. Das Massengrab wurde nach einem Brand im Jahr 1758 teilweise wiederaufgebaut. Im Jahr 1768 wurde auf dem Gelände eine Spinnerei eingerichtet.
Das Parlament der Normandie ordnete 1779 aufgrund einer königlichen Verordnung die Aufhebung der städtischen Begräbnisstätten an. Der Friedhof von Saint-Maclou wurde deshalb 1781 geschlossen. Im Jahr 1782 wurde er nach Mont-Gargan verlegt. Das Kreuz in der Mitte wurde 1792 zerstört und 1818 ersetzt. Im Jahre 1793 zogen anstelle der Spinnerei eine Waffenfabrik und ein Nachbarschaftsverein ein.
1911 ersetzte ein Internat für junge Mädchen die 1907 geschlossene Brüderschule. Im Jahr 1927 erwarb die Stadt Rouen die Gebäude, die in einem halbverlassenen Zustand belassen wurden. Es war geplant, das normannische Kunstmuseum in der Kirche Saint-Laurent einzurichten, aber nach der Restaurierung der Gebäude zog schließlich die Schule der Schönen Künste 1940 nach dem Brand in der Halle aux Toiles ein und nahm 180 Studenten in ihren Räumen auf, bevor sie im Sommer 2014 umzog. Bei archäologischen Ausgrabungen im Hof in den Jahren 2016 und 2017 wurden zahlreiche Skelette geborgen.

## Architektur
Das Beinhaus besteht aus vier Kreuzgangflügeln, die einen zentralen Platz einrahmen; es ist 32 Meter breit und 48 Meter lang. Die ersten drei Flügel bestehen aus Holzprofilen über einem Steinsockel; die Schäfte der Säulen sind mit Dekorationen aus der frühen Renaissance gearbeitet. Der südliche Flügel aus dem 17. Jahrhundert hat dagegen keinen Sockel und keine Skulpturen. Die Gänge sind durch gemauerte Fachwerkwände und Fenster geschlossen, seit im 18. Jahrhundert das Bauwerk aufgestockt wurde.
Die Balken sind mit Todessymbolik, Knochen, liturgischen Geräten oder dem Totengräber mit Spitzhacke oder Särgen verziert. Die Säulen des West- und Ostflügels sind mit Paaren geschmückt, die einen Totentanz darstellen.